# Alipašino polje
Alipašino polje (v srbské cyrilici Алипашино поље) je místní část hlavního města Bosny a Hercegoviny, Sarajeva. V rámci města spadá pod općinu (samosprávnou jednotku‒obvod) Novi Grad (Nové město).
Panelové sídliště, které bylo vybudováno v druhé polovině 20. století technologií IMS – Žeželj, je vymezeno ze severu Bulvárem Mešy Selimoviće a místní částí Alipašin most, z jihu bývalou olympijskou vesničkou pro zimní olympijské hry 1984. Vybudováno bylo ve třech částech (Fáze A, B a C). Vznik sídliště předpokládal generální územní plán pro město Sarajevo z roku 1964 a stavební práce na jednotlivých obytných blocích probíhaly v letech 1974 až 1979. Jednotlivé domy mají od 4 do 18 pater, žije v nich okolo 60 tisíc lidí. V blízkosti sídliště se rovněž nachází budova veřejnoprávní televize.
Vzhledem k blízkosti okraje města bylo sídliště vystaveno během obléhání města v 90. letech 20. století bojům, které byly na některých domech ještě dvě desítky po skončení konfliktu patrné.
Dopravní obslužnost pro sídliště zajišťují tramvaje vedené ulicí Bulevar Meše Selimovića a trolejbusová trať na jižním okraji sídliště, případně autobusy.